# Franciszek Brudzyński
Franciszek Brudzyński (ur. 1 kwietnia 1829 w Luborzycy koło Krakowa, zm. 14 czerwca 1909 w Kielcach) – polski duchowny katolicki, prałat kapituły katedralnej w Kielcach, administrator diecezji kieleckiej od 1907.

## Życiorys
Był synem Hiacynta i Magdaleny z Łopackich. Kształcił się kolejno w progimnazjum w Pińczowie (1839–1843), w Warszawie i wreszcie w Radomiu, od 1847 studiował w seminarium kieleckim, po ukończeniu którego przyjął święcenia kapłańskie. W latach poprzedzających wybuch powstania styczniowego należał do stronnictwa czerwonych. W 1861 znalazł się w Komitecie Bezpieczeństwa przy Magistracie w Kielcach, powołanym dla zapewnienia spokojnego przebiegu manifestacjom patriotycznym uczniów Szkoły Realnej. Od 1862 pełnił funkcję kaznodziei kolegiaty w Kielcach. W czasie powstania przyjmował przysięgi powstańców i urządzał poległym uroczyste pogrzeby.
Jako duszpasterz był m.in. wikariuszem przy kolegiacie w Kielcach, kaznodzieją miejscowej katedry, proboszczem w Daleszycach. W 1897 wyróżniony został godnością szambelana papieskiego. Od 1899 był dziekanem kapituły katedralnej kieleckiej. Pełnił także obowiązki wizytatora klasztorów. W Daleszycach rozwinął działalność Związku Katolickiego (kierowany przez niego oddział był najaktywniejszy w diecezji) i Polskiej Macierzy Szkolnej. W 1907 objął prezesurę Kieleckiego Towarzystwa Dobroczynności.
Po zgonie biskupa kieleckiego Tomasza Teofila Kulińskiego w styczniu 1907 powołany został na administratora diecezji. Na stanowisku tym ogłosił kilka listów pasterskich, w których m.in. nawoływał do tworzenia parafialnych struktur Związku Katolickiego oraz domagał się od Polskiej Macierzy Szkolnej "przywrócenia Kościołowi katolickiemu prawa do szkoły". Zainicjował utworzenie domu dla księży-emerytów. Zmarł 14 czerwca 1909, nie doczekawszy się nominacji nowego biskupa, którym dopiero w kwietniu 1910 został Augustyn Łosiński. Prałat Brudzyński pochowany został na starym cmentarzu w Kielcach w kwaterze 5A w grobowcu kanoników kapituły kieleckiej.